# Большое Протопопово
Большо́е Протопо́пово — деревня в Томском районе Томской области, входит в состав Мирненского сельского поселения. 

## Население
| 2002 | 2008 | 2009 | 2010 | 2011 | 2012 | 2013 |
| ---- | ---- | ---- | ---- | ---- | ---- | ---- |
| 341  | ↘333 | →333 | ↗505 | →505 | ↘490 | ↗500 |
| 2014 | 2015 | 2021 |      |      |      |      |
| ↗508 | ↗519 | ↗606 |      |      |      |      |

## История
По данным на 1899 год, в селе Протопоповском отстроен молитвенный дом вместо сгоревшей церкви, имелась сельское училище, питейное заведение, две мелочных лавки.
В 1911 году в селе Протопоповском располагались: церковь, училище и две лавки — мелочная и винная.
На 1926 год Большое Протопопово относилось к Коларовскому району Томского округа Сибирского края. В нём было 57 дворов, 237 жителей.
С 1920 по 1976 годы деревня была центром Протопоповского сельского совета, затем центр сельсовета был перенесён в посёлок Мирный, впоследствии ставший центром Мирненского сельского поселения.

## Современность
Население — 519 человек (на 1 января 2015).

## География
Деревня расположена в 4 километрах от центра сельского поселения — посёлка Мирный. Находится в месте впадения реки Каменка в Ушайку.

### Улицы
Улицы: А. О. Иванова, Арбатская, Береговая, Кедровая, Лесная, Летняя, Нагорная, Новосёлов, Озёрная, Равенства, Советская;
Переулок: Кедровый;
Микрорайоны: Авиатор-1, Авиатор-2, Авиаторов, Животновод-1, Животновод-2;
Территории: Оздоровительный лагерь Восход, садово-дачное товарищество Вита, садово-дачное товарищество Восход, садово-дачное товарищество Грот.
Кроме того, в деревне имеются дома (владение 2), не приписанные ни к одной из улиц.

## Общественный транспорт
С Томском и близлежащими населёнными пунктами Томского района Большое Протопопово связывает автобусный маршрут № 510 (Томск (ОКБ) — Басандайка).

## Протопопово в культуре
В селе любил отдыхать известный томский художник С. Голубин, запечатлевший окрестности села в своих пейзажах.